# 大野市
大野市（おおのし）は、福井県東部に位置する市（自治体）。奥越前の中心地で越前大野城の城下町として発展した都市である。1954年（昭和29年）市制施行。

## 概要

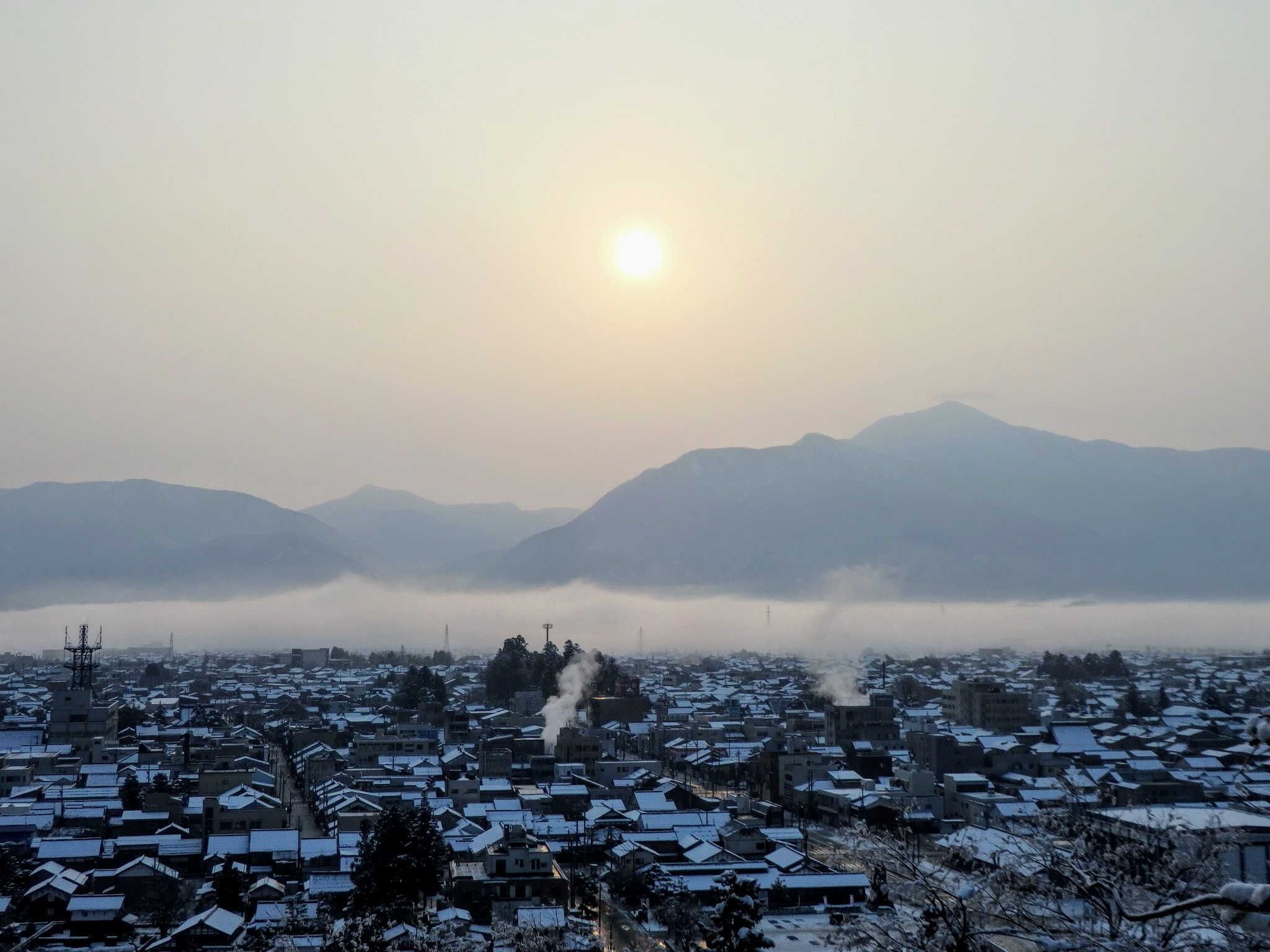
越前大野城から望む大野市街

福井県内の市町の中では最大の広さを持ち県面積のおよそ5分の1を占める。市街地はかつての城下町の面影を強く残し、越前の小京都として知られる。市のブランドキャッチコピーは「結の故郷（ゆいのくに）」で、生活や地域が結びつきながら、ゆっくりと営んできた大野を表したものである。
城下町としての町並みを残した観光地として知られ、天空の城である大野城趾や春分の日から大晦日の間に七間通（しちけんどおり）で開かれる七間朝市などが知られている。名水を活かした日本酒や越前そば、でっち羊羹などの名産もあるが、福井市内からの交通アクセス、とりわけ公共交通機関でのアクセスに難があり、宿泊施設も少ないため県内の他の観光地に比べ集客が伸び悩んでいる。
日本有数の豪雪地帯であり、特別豪雪地帯に指定されている。非常に積雪量が多く、九頭竜ダムなど大規模な人工湖も点在するが、その膨大な水量とは裏腹に名水と謳われる市街周辺の湧水や河川伏流水は道路などの消雪のためにも汲み上げられ、水不足が懸念されるといった皮肉な状況となるため、河川表流水を含めた総合的な水利用のあり方を模索している。

## 地理

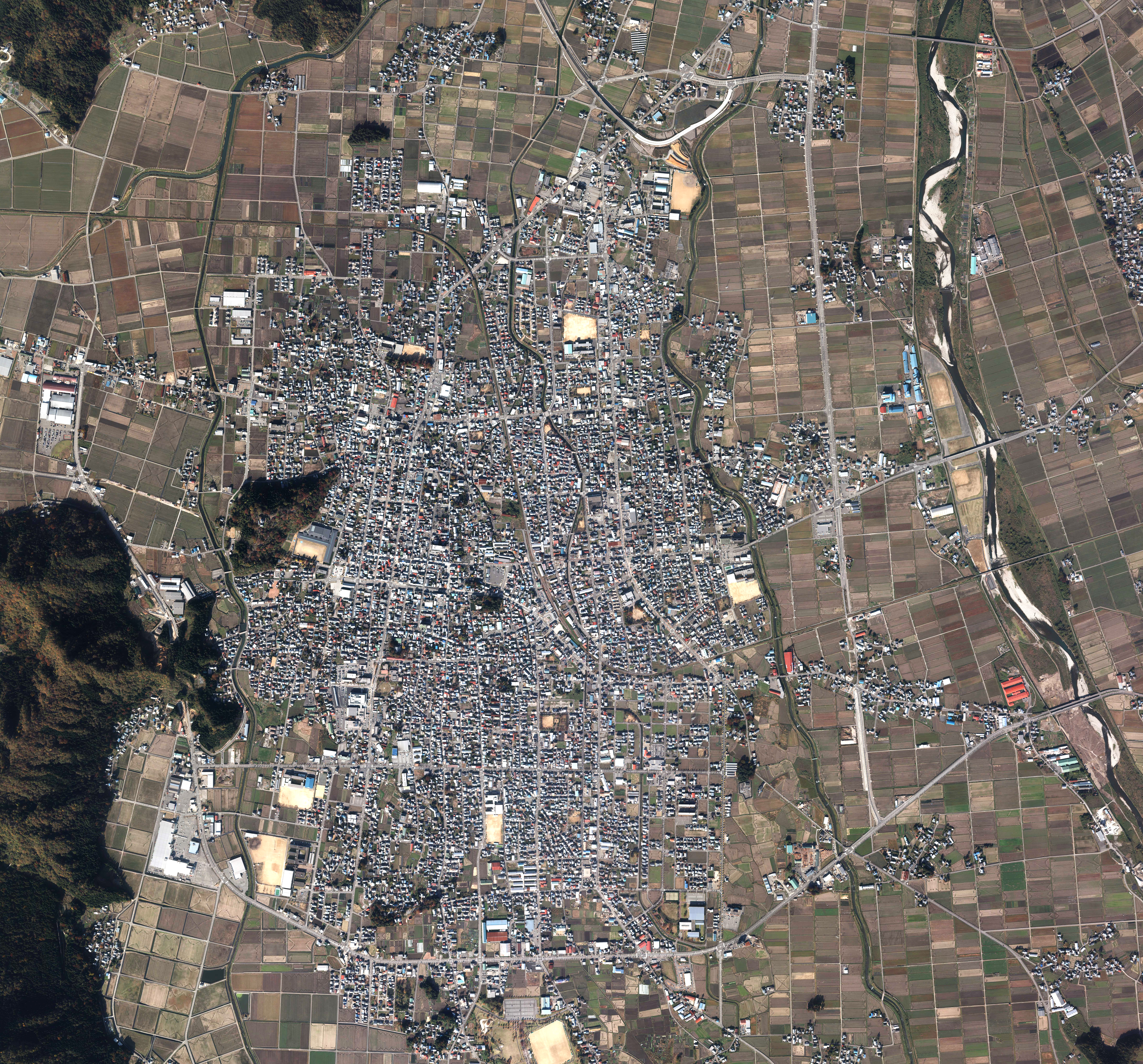
大野市中心部周辺の空中写真。2014年11月11日撮影の18枚を合成作成。。

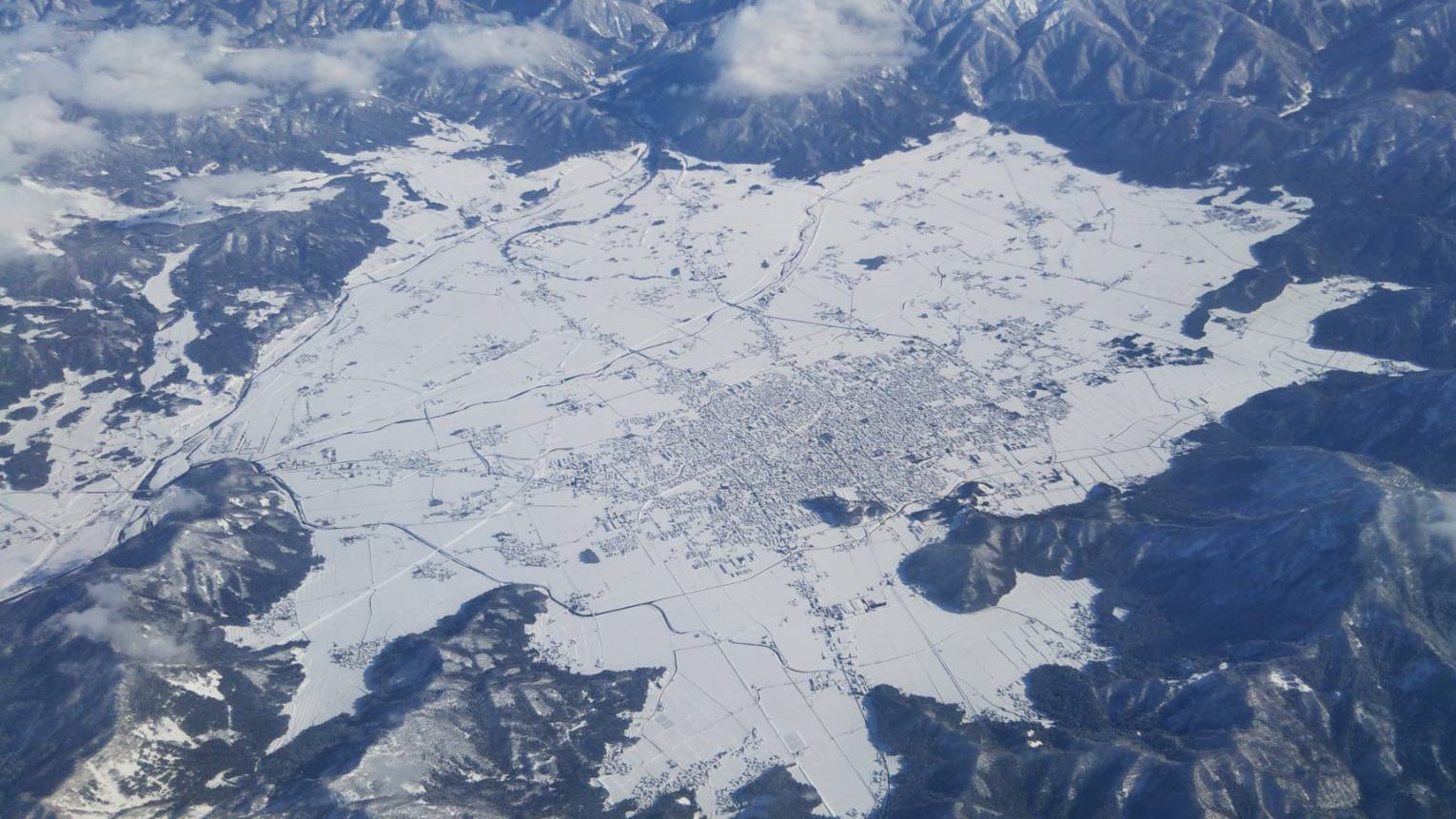
冬の大野盆地と大野市街

### 位置
東部から南部にかけ両白山地が控える。最高地点は、越前三ノ峰（標高2,095m）で、福井県の最高地点でもあり岐阜・石川3県境付近の尾根は2,000メートルを超える。
真名川の下流に沿って開ける北西部の大野盆地は海抜200メートル前後。東部の九頭竜川を含め、秋には深い渓谷が紅葉で色づく。

### 地形

#### 山岳
主な山
- 荒島岳
- 平家岳
- 能郷白山
- 三ノ峰
- 経ヶ岳
- 部子山
- 赤兎山
- 野伏ヶ岳
- 毘沙門岳

#### 河川
主な川
- 九頭竜川
- 真名川

#### 湖沼
主な湖
- 九頭竜湖
- 麻那姫湖
- 笹生川ダム湖

主な池
- 刈込池

#### 土地
盆地
- 大野盆地

台地
- 六呂師高原

### 気候
| 大野（1991年 - 2020年）の気候      | 大野（1991年 - 2020年）の気候 | 大野（1991年 - 2020年）の気候 | 大野（1991年 - 2020年）の気候 | 大野（1991年 - 2020年）の気候 | 大野（1991年 - 2020年）の気候 | 大野（1991年 - 2020年）の気候 | 大野（1991年 - 2020年）の気候 | 大野（1991年 - 2020年）の気候 | 大野（1991年 - 2020年）の気候 | 大野（1991年 - 2020年）の気候 | 大野（1991年 - 2020年）の気候 | 大野（1991年 - 2020年）の気候 | 大野（1991年 - 2020年）の気候 |
| 月                                 | 1月                           | 2月                           | 3月                           | 4月                           | 5月                           | 6月                           | 7月                           | 8月                           | 9月                           | 10月                          | 11月                          | 12月                          | 年                            |
| ---------------------------------- | ----------------------------- | ----------------------------- | ----------------------------- | ----------------------------- | ----------------------------- | ----------------------------- | ----------------------------- | ----------------------------- | ----------------------------- | ----------------------------- | ----------------------------- | ----------------------------- | ----------------------------- |
| 最高気温記録 °C （°F）             | 17.3 (63.1)                   | 19.0 (66.2)                   | 25.9 (78.6)                   | 29.8 (85.6)                   | 32.9 (91.2)                   | 35.1 (95.2)                   | 36.9 (98.4)                   | 36.6 (97.9)                   | 35.6 (96.1)                   | 30.1 (86.2)                   | 26.5 (79.7)                   | 22.0 (71.6)                   | 36.9 (98.4)                   |
| 平均最高気温 °C （°F）             | 4.8 (40.6)                    | 5.9 (42.6)                    | 10.8 (51.4)                   | 17.6 (63.7)                   | 22.8 (73)                     | 26.0 (78.8)                   | 29.4 (84.9)                   | 31.1 (88)                     | 27.1 (80.8)                   | 21.2 (70.2)                   | 14.9 (58.8)                   | 8.0 (46.4)                    | 18.3 (64.9)                   |
| 日平均気温 °C （°F）               | 1.1 (34)                      | 1.5 (34.7)                    | 5.5 (41.9)                    | 11.8 (53.2)                   | 17.4 (63.3)                   | 21.3 (70.3)                   | 25.1 (77.2)                   | 26.2 (79.2)                   | 22.1 (71.8)                   | 15.9 (60.6)                   | 9.7 (49.5)                    | 3.9 (39)                      | 13.4 (56.1)                   |
| 平均最低気温 °C （°F）             | −2.3 (27.9)                   | −2.6 (27.3)                   | 0.6 (33.1)                    | 6.1 (43)                      | 12.3 (54.1)                   | 17.3 (63.1)                   | 21.5 (70.7)                   | 22.3 (72.1)                   | 18.0 (64.4)                   | 11.2 (52.2)                   | 5.1 (41.2)                    | 0.4 (32.7)                    | 9.2 (48.6)                    |
| 最低気温記録 °C （°F）             | −15.8 (3.6)                   | −14.5 (5.9)                   | −10.1 (13.8)                  | −3.3 (26.1)                   | 1.2 (34.2)                    | 8.3 (46.9)                    | 13.4 (56.1)                   | 13.4 (56.1)                   | 6.5 (43.7)                    | −0.5 (31.1)                   | −3.3 (26.1)                   | −15.4 (4.3)                   | −15.8 (3.6)                   |
| 降水量 mm （inch）                 | 249.7 (9.831)                 | 163.2 (6.425)                 | 161.1 (6.343)                 | 142.6 (5.614)                 | 144.8 (5.701)                 | 168.3 (6.626)                 | 274.4 (10.803)                | 183.9 (7.24)                  | 195.5 (7.697)                 | 151.9 (5.98)                  | 181.1 (7.13)                  | 274.1 (10.791)                | 2,290.5 (90.177)              |
| 降雪量 cm （inch）                 | 190 (74.8)                    | 139 (54.7)                    | 45 (17.7)                     | 2 (0.8)                       | 0 (0)                         | 0 (0)                         | 0 (0)                         | 0 (0)                         | 0 (0)                         | 0 (0)                         | 3 (1.2)                       | 89 (35)                       | 458 (180.3)                   |
| 平均降水日数 （≥1.0 mm）           | 21.5                          | 17.0                          | 15.5                          | 12.8                          | 11.6                          | 11.5                          | 13.4                          | 9.9                           | 11.7                          | 11.7                          | 15.2                          | 20.7                          | 172.4                         |
| 平均月間日照時間                   | 61.5                          | 81.2                          | 124.3                         | 162.7                         | 188.2                         | 141.1                         | 139.1                         | 183.8                         | 135.2                         | 139.4                         | 105.1                         | 68.0                          | 1,525.7                       |
| 出典1：Japan Meteorological Agency |                               |                               |                               |                               |                               |                               |                               |                               |                               |                               |                               |                               |                               |
| 出典2：気象庁                      |                               |                               |                               |                               |                               |                               |                               |                               |                               |                               |                               |                               |                               |

### 人口
| |                                        |  |
| 大野市と全国の年齢別人口分布（2005年） | 大野市の年齢・男女別人口分布（2005年） |  |
| ■紫色 ― 大野市 ■緑色 ― 日本全国 | ■青色 ― 男性 ■赤色 ― 女性              |  |
| 大野市（に相当する地域）の人口の推移 \| 1970年（昭和45年） \| 44,694人 \| \| \| 1975年（昭和50年） \| 43,797人 \| \| \| 1980年（昭和55年） \| 43,379人 \| \| \| 1985年（昭和60年） \| 43,118人 \| \| \| 1990年（平成2年） \| 41,837人 \| \| \| 1995年（平成7年） \| 41,069人 \| \| \| 2000年（平成12年） \| 39,632人 \| \| \| 2005年（平成17年） \| 37,843人 \| \| \| 2010年（平成22年） \| 35,291人 \| \| \| 2015年（平成27年） \| 33,109人 \| \| \| 2020年（令和2年） \| 31,286人 \| \| |                                        |  |
| 総務省統計局 国勢調査より |                                        |  |
| 1970年（昭和45年） | 44,694人                               |  |
| 1975年（昭和50年） | 43,797人                               |  |
| 1980年（昭和55年） | 43,379人                               |  |
| 1985年（昭和60年） | 43,118人                               |  |
| 1990年（平成2年） | 41,837人                               |  |
| 1995年（平成7年） | 41,069人                               |  |
| 2000年（平成12年） | 39,632人                               |  |
| 2005年（平成17年） | 37,843人                               |  |
| 2010年（平成22年） | 35,291人                               |  |
| 2015年（平成27年） | 33,109人                               |  |
| 2020年（令和2年） | 31,286人                               |  |

#### 健康
- 平均年齢 52.4歳（2020年国勢調査）

### 隣接自治体
以下の9市町に接している。
福井県
- 勝山市
- 福井市
- 今立郡：池田町

岐阜県
- 高山市
- 郡上市
- 関市
- 本巣市
- 揖斐郡：揖斐川町

石川県
- 白山市

このうち高山市・関市・白山市とは一般車両が直接通行できる道路がない。また池田町・揖斐川町・本巣市と直接接続している道路は冬季通行止めとなる。郡上市との間で冬期通行可能なのは自動車専用道路のみとなっている。

## 歴史

### 中世
安土桃山時代
天正3年（1575年）、織田信長より一向一揆討伐の命を受けて、金森長近が美濃から大野に進攻。一揆平定後、長近は大野盆地が見渡せる亀山に大野城を、その東麓に城下町を造り始めた。これが現在の大野市街地の起こりである。以後今日まで、大野市は奥越地方の中心地として栄えてきた。
豊臣秀吉より織田秀雄が大野郡5万石大野城主を任され大野宰相と称された。

### 近世
江戸時代
山頂にそびえる天守と短冊状に区切られた町並み、中世から近世にかけて築かれた寺院が甍を連ねる寺町通り、城下町誕生のころから続くとされる七間朝市など、400年を超える歴史を彷彿とさせる景観を今も色濃く残していることから、「北陸の小京都」「越前の小京都」と呼ばれている。江戸後期には藩をあげて蘭学研究がさかんで、司馬遼太郎は「日本における洋学の位置中心地であった」と記してる。

### 近現代
昭和
- 1947年（昭和22年）10月25日 - 昭和天皇の戦後巡幸。県立大野中学校（現大野高等学校）校庭に大野郡奉迎場が設けられた[5]。
- 1954年（昭和29年）7月1日 - 大野郡大野町、下庄町、上庄村、五箇村、阪谷村、富田村、乾側村および小山村が合併して、大野市が発足。
- 1968年（昭和43年）10月2日 - 昭和天皇、香淳皇后が第23回国民体育大会に合わせて県内を行幸啓。市内の大野和光園・聖和園を訪問[6]。
- 1970年（昭和45年）7月1日 - 大野郡西谷村を編入。

### 現代
平成
- 2005年（平成17年）11月7日 - 大野郡和泉村を編入する。現在の市の区域となる。同時に大野郡が消滅した。

### 災害史
- 1888年（明治21年）4月8日 - 大野市（当時は大野町）で1,000棟以上を焼失する大野大火が発生する[7]。以後、この日にあわせて消防訓練が毎年行われている。また、2008年には40年ぶりに消防隊のラッパ隊が復活した。
- 1940年（昭和15年）1月25日 - 上庄村にあった志目木鉱山で大規模な雪崩が発生。作業員ら37人が死亡[8]。
- 1965年（昭和40年）9月 - 台風により活発化した秋雨前線の影響により四〇・九風水害が発生。真名川の堤防決壊、氾濫が多数の箇所で発生し、市内の多くの地域が冠水する[9]。真名川の上流域の西谷村が廃村になる契機にもなった。

## 行政
市の出先行政窓口として大野市住民振興室（朝日25-5 大野市和泉地域交流センター内）がある。

### 市長
石山志保（2018年7月7日就任、２期目）
歴代市長
| 代    | 氏名       | 就任年月日    | 退任年月日    | 備考       |
| ----- | ---------- | ------------- | ------------- | ---------- |
| 初    | 斉藤重雄   | 1954年8月10日 | 1958年8月9日  |            |
| 2-3   | 森廣治兵衛 | 1958年8月10日 | 1966年8月9日  |            |
| 4-6   | 寺島利鏡   | 1966年8月10日 | 1978年6月3日  | 任期中死去 |
| 7-8   | 川崎泰彦   | 1978年7月23日 | 1986年7月14日 |            |
| 9-10  | 山内武士   | 1986年7月15日 | 1994年7月6日  |            |
| 11-13 | 天谷光治   | 1994年7月7日  | 2006年7月6日  |            |
| 14-16 | 岡田高大   | 2006年7月7日  | 2018年7月6日  |            |
| 17-18 | 石山志保   | 2018年7月7日  |               | 現職       |

※歴代市長

### 市町村合併
いわゆる平成の大合併では、2005年11月7日に大野郡和泉村が編入している。和泉地区は市役所本庁舎から南東へ20キロメートル以上離れた高地にあることから本庁舎のみでの行政サービスが困難となっているため、旧村役場に和泉支所が設置された（のち庁舎の老朽化により、2021年に近隣に新築した公民館との複合施設へ移転し、地域文化課住民振興室へ組織変更）ほか、2015年3月31日まで地域審議会が設けられ、市建設計画の変更・執行など同地区に重大な影響のある事項が諮られてきた。最初は勝山市を含む2市1村での合併構想があった。

## 議会

### 市議会
- 定数：16人
- 任期：2023年2月21日 - 2027年2月20日[11]

### 福井県議会
- 選挙区：大野市選挙区
- 定数：2人
- 任期：2019年4月30日 - 2023年4月29日
- 投票日：2019年4月7日
- 当日有権者数：28,214人
- 投票率：63.89％

| 候補者名 | 当落 | 年齢 | 所属党派   | 新旧別 | 得票数  |
| -------- | ---- | ---- | ---------- | ------ | ------- |
| 山岸猛夫 | 当   | 71   | 自由民主党 | 現     | 6,338票 |
| 兼井大   | 当   | 45   | 無所属     | 新     | 5,996票 |
| 山崎利昭 | 落   | 46   | 自由民主党 | 新     | 5,453票 |

### 衆議院
- 選挙区：福井1区（福井市、大野市、勝山市、あわら市、坂井市、吉田郡）
- 投票日：2021年10月31日
- 当日有権者数：375,210人
- 投票率：56.82％

| 当落 | 候補者名 | 年齢 | 所属党派   | 新旧別 | 得票数    | 重複 |
| ---- | -------- | ---- | ---------- | ------ | --------- | ---- |
| 当   | 稲田朋美 | 62   | 自由民主党 | 前     | 136,171票 | ○    |
|      | 野田富久 | 74   | 立憲民主党 | 新     | 71,845票  | ○    |

## 官公庁

### 国家機関
- 国税庁金沢国税局大野税務署
- 厚生労働省福井労働局
  - 大野労働基準監督署
  - 大野公共職業安定所（ハローワーク大野）
- 林野庁近畿中国森林管理局福井森林管理署
  - 大野森林事務所
  - 勝山森林事務所
  - 大野治山事業所
- 国土交通省近畿地方整備局九頭竜川ダム統合管理事務所
  - 真名川ダム管理支所
  - 九頭竜ダム管理支所
- 国土交通省近畿地方整備局福井河川国道事務所
  - 真名川砂防連絡所
- 自衛隊福井地方協力本部大野地域事務所

### 裁判所
- 大野簡易裁判所

### 県政機関
警察署、学術・観光等の施設を除く。
- 福井県税事務所奥越県税相談室（旅券窓口を併設）
- 奥越農林総合事務所
- 奥越健康管理センター（保健所）
- 笹生川・浄土寺川ダム統合管理事務所
- 奥越土木事務所
- 奥越運転者教育センター（運転免許試験場）

## 施設

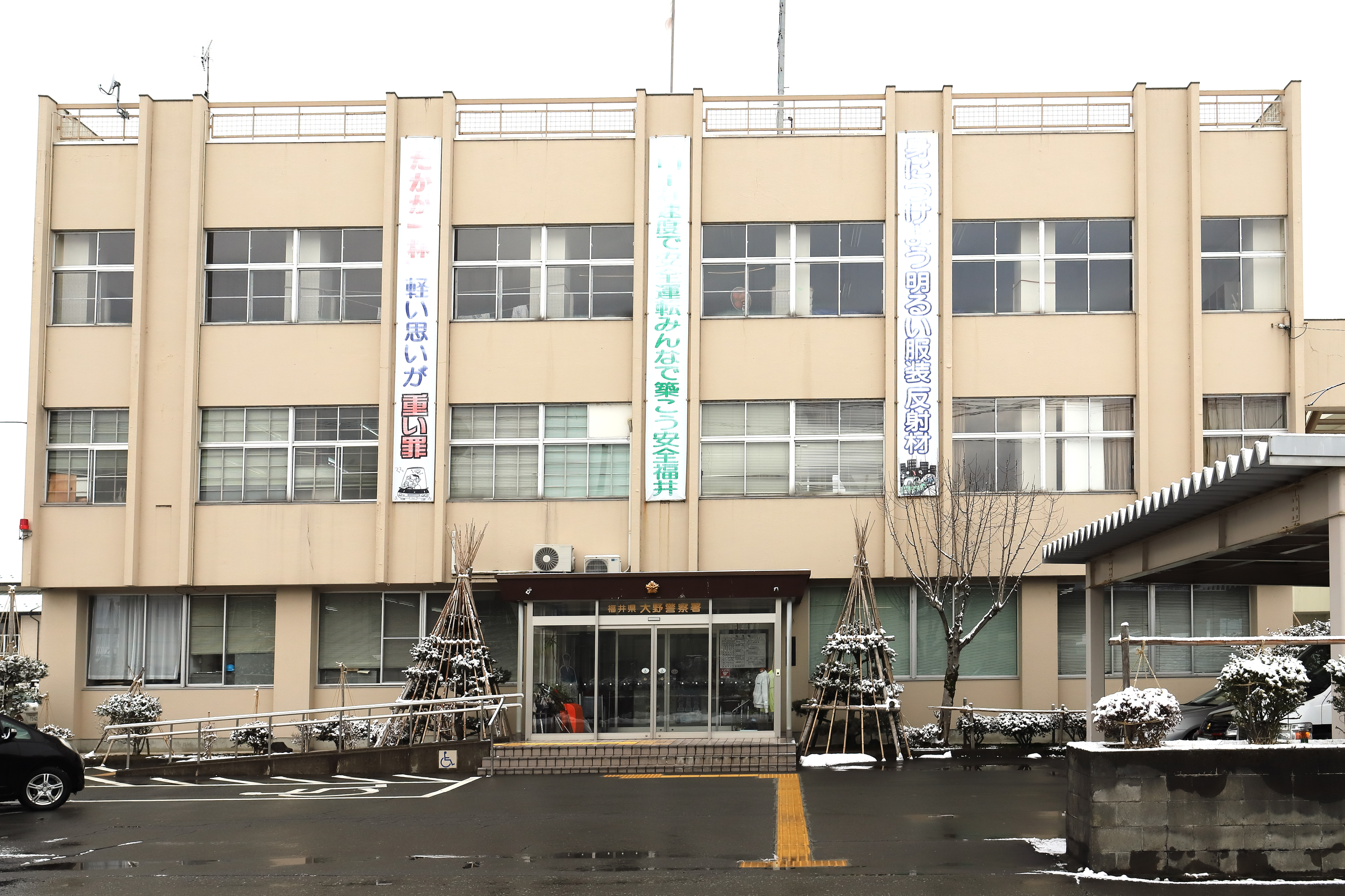
大野警察署

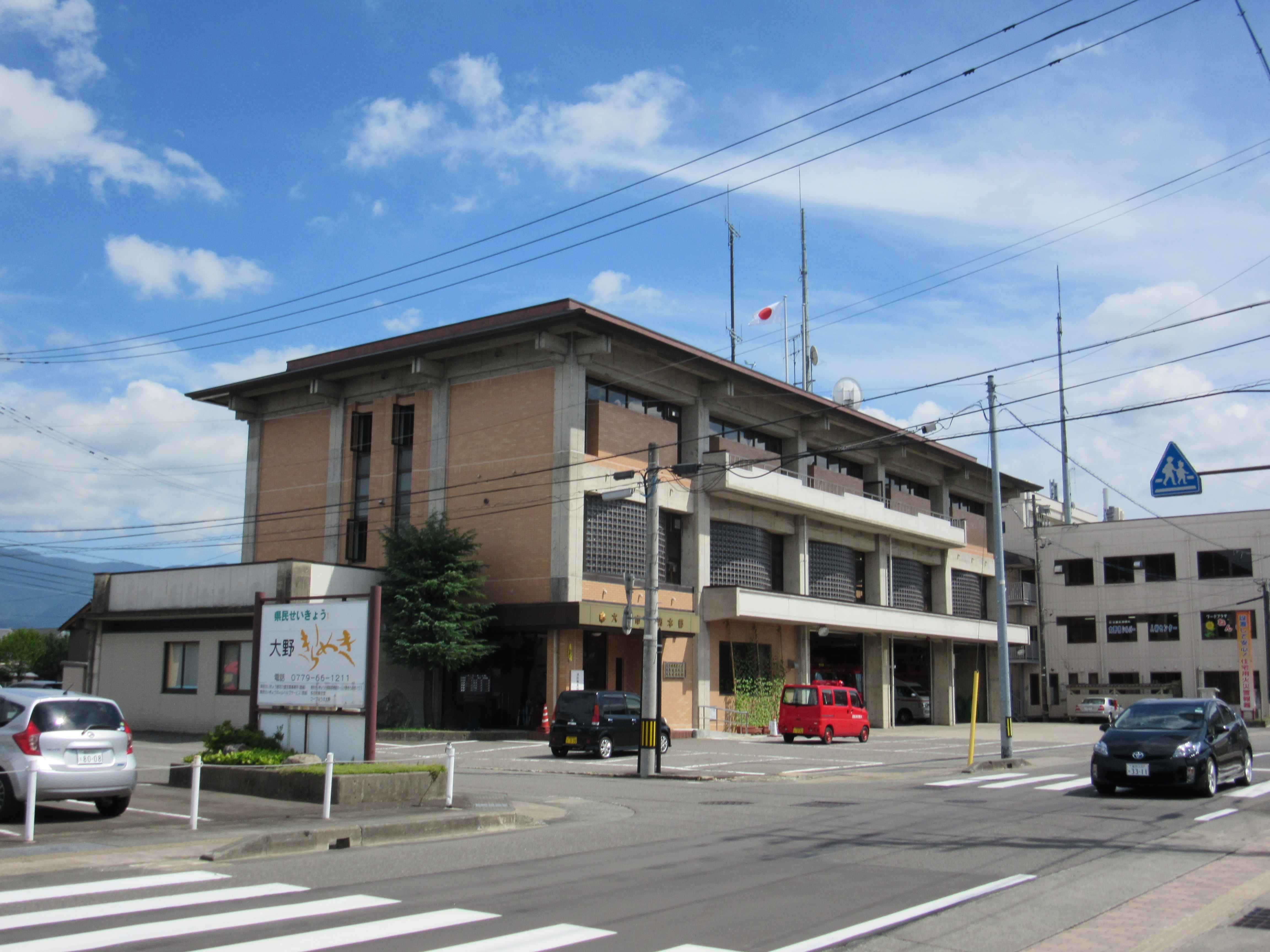
大野市消防本部

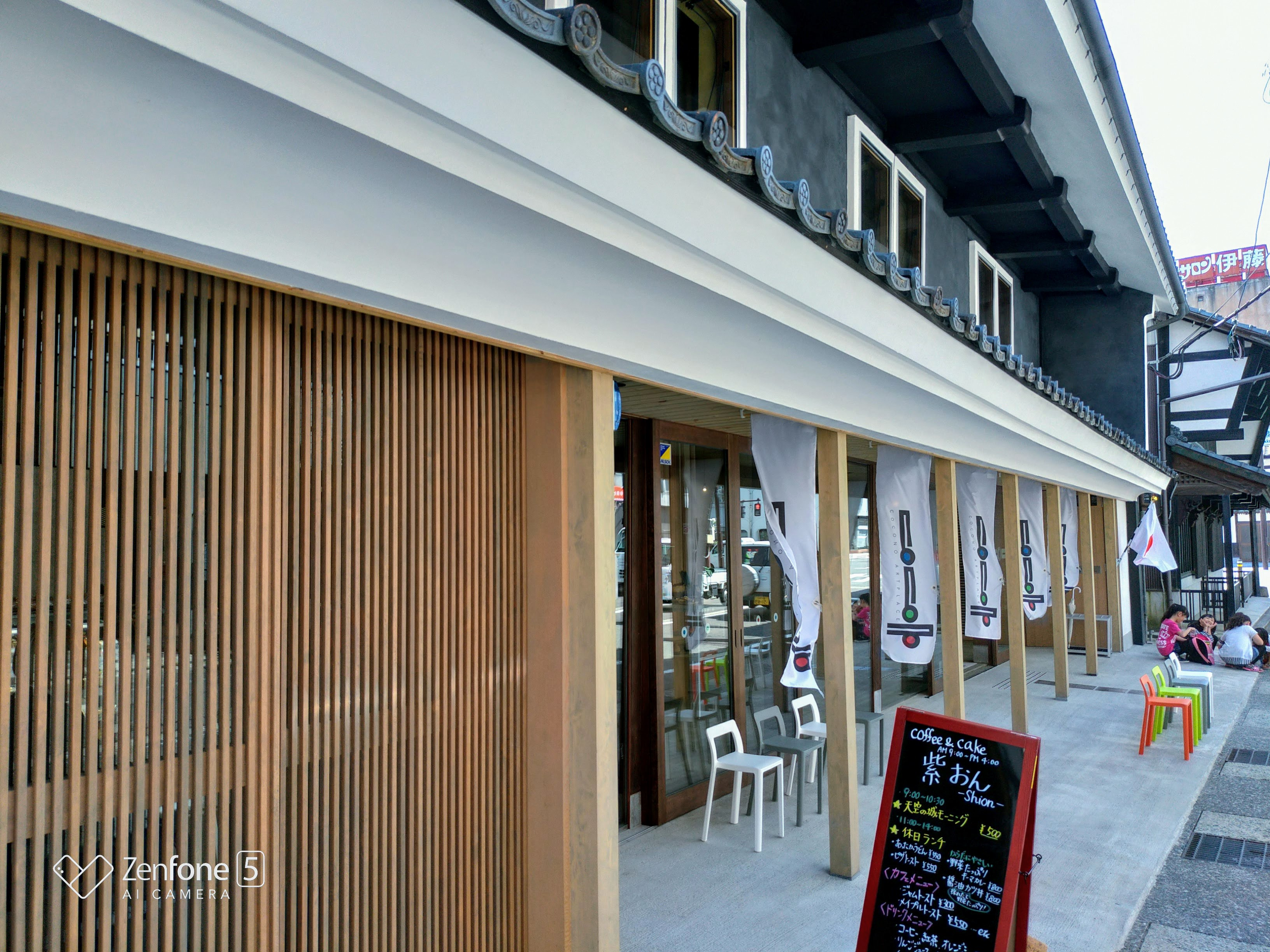
COCONOアートプレイス

### 警察
本部
- 福井県警察 大野警察署（友江）

交番
- 三番交番（中荒井町一丁目）
- 大野駅前交番（弥生町）

駐在所
- 下庄駐在所（中津川）
- 乾側駐在所（犬山）
- 稲郷駐在所（稲郷）
- 蕨生駐在所（土打）
- 上野駐在所（上野）
- 阪谷駐在所（松丸）
- 和泉駐在所（朝日）

### 消防
本部
- 大野市消防本部（天神町）

消防署
- 大野市消防署（天神町）

分遣所
- 和泉（朝日）

### 医療
主な病院

### 郵便局
主な郵便局
- 大野郵便局

### 文化施設
- 大野市歴史博物館
- 大野市民俗資料館
- COCONOアートプレイス（明治後期建築の古民家を改修したギャラリー）
- 奥越ふれあい公園
- 大野市エキサイト広場総合体育施設

## 対外関係

### 姉妹都市・提携都市

#### 海外
- 寧波市（中華人民共和国 浙江省）

#### 国内
提携都市
- 新ひだか町（北海道 日高振興局 日高郡）
  - 1983年6月3日 - 旧三石町（三石郡）間において友好都市提携
- 葛巻町（東北地方 岩手県 岩手郡）
  - 1983年6月3日 - 友好都市提携
- 糸魚川市（中部地方 新潟県）
  - 1983年6月3日 - 旧能生町（西頸城郡）間において友好都市提携
- 南あわじ市（近畿地方 兵庫県）
  - 1983年6月3日 - 旧南淡町（三原郡）間において友好都市提携
- 古河市（関東地方 茨城県）
  - 1990年 - 旧古河市間において姉妹都市・災害時における相互応援協定提携
  - 2006年1月 - 現古河市間で改めて提携
- 岩倉市（中部地方 愛知県）
  - 2007年1月17日 - 旧大野郡和泉村と1996年9月30日に友好都市提携をし､関係を引き継ぎ姉妹都市提携

その他
- 過去には越前の小京都「大野」として全国京都会議に加盟していた[2]。

## 経済

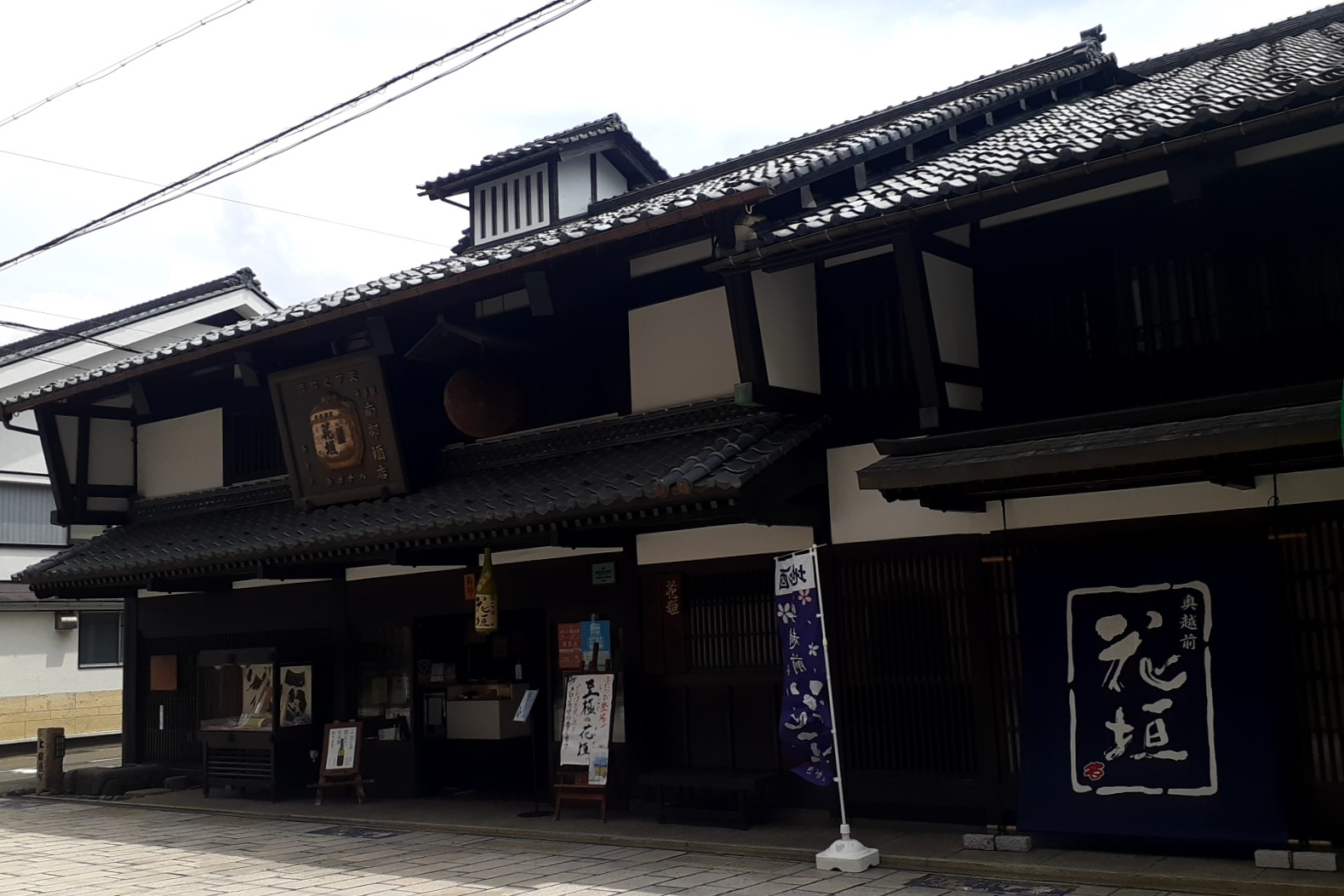
南部酒造場

産業人口
2005年国勢調査、現市域分の合計
- 第1次産業： 0万2,224人
- 第2次産業： 0万7,096人
- 第3次産業： 1万1,185人

### 第一次産業

#### 農業
主な生産品
- さといも

農業協同組合
- 福井県農業協同組合

### 第二次産業

#### 醸造業
大野市は御清水に代表される名水の里であり、奥越は酒造好適米の五百万石の産地でもあるため、多数の酒蔵がある。
- 南部酒造場 - 主要銘柄は「花垣」。酒蔵が登録有形文化財。
- 真名鶴酒造
- 宇野酒造場
- 源平酒造

### 第三次産業

#### 商業
主な商業施設
- ショッピングモール ヴィオ

## 情報・通信

### マスメディア

#### 放送局
- 和泉ケーブルネットワーク
- 大野ケーブルテレビ

## 生活基盤

### ライフライン

#### 電力
- 北陸電力送配電（60 Hz）

発電所
- 西勝原第一発電所
- 西勝原第二発電所

#### 電信
- NTT西日本

市外局番
大野市の市外局番は全域0779（市内局番は60〜69、77〜89）。市内相互間及び北に隣接する勝山市への通話は市外局番不要。福井市美山地区への通話にも区域内通話料金が適用されていたが、2007年4月1日に07797から0776へ変更し隣接区域通話料金となった。

## 教育

### 高等学校
県立
- 福井県立大野高等学校(おおの)
- 福井県立奥越明成高等学校(おくえつめいせい)

### 中学校
市立
- 大野市陽明中学校(ようめい)
- 大野市開成中学校(かいせい)

### 小学校
市立
- 大野市和泉小学校 (いずみ 旧：朝日小学校)
- 大野市上庄小学校 (かみしょう)
- 大野市富田小学校 (とみた)
- 大野市阪谷小学校 (さかだに)
- 大野市小山小学校 (おやま)
- 大野市有終南小学校 (ゆうしゅうみなみ)
- 大野市有終西小学校 (ゆうしゅうにし) - 六間通りから福井県立大野高校跡地に移転。大野公民館と共に「学びの里 めいりん」（旧称：シビックセンター）となる。
- 大野市有終東小学校 (ゆうしゅうひがし)
- 大野市下庄小学校 (しもしょう)

★大野市乾側小学校 (いぬいかわ)は令和３年３月をもって、下庄小学校に統合。
★令和８(2026)年度に阪谷・小山の２小学校を廃止予定

## 交通

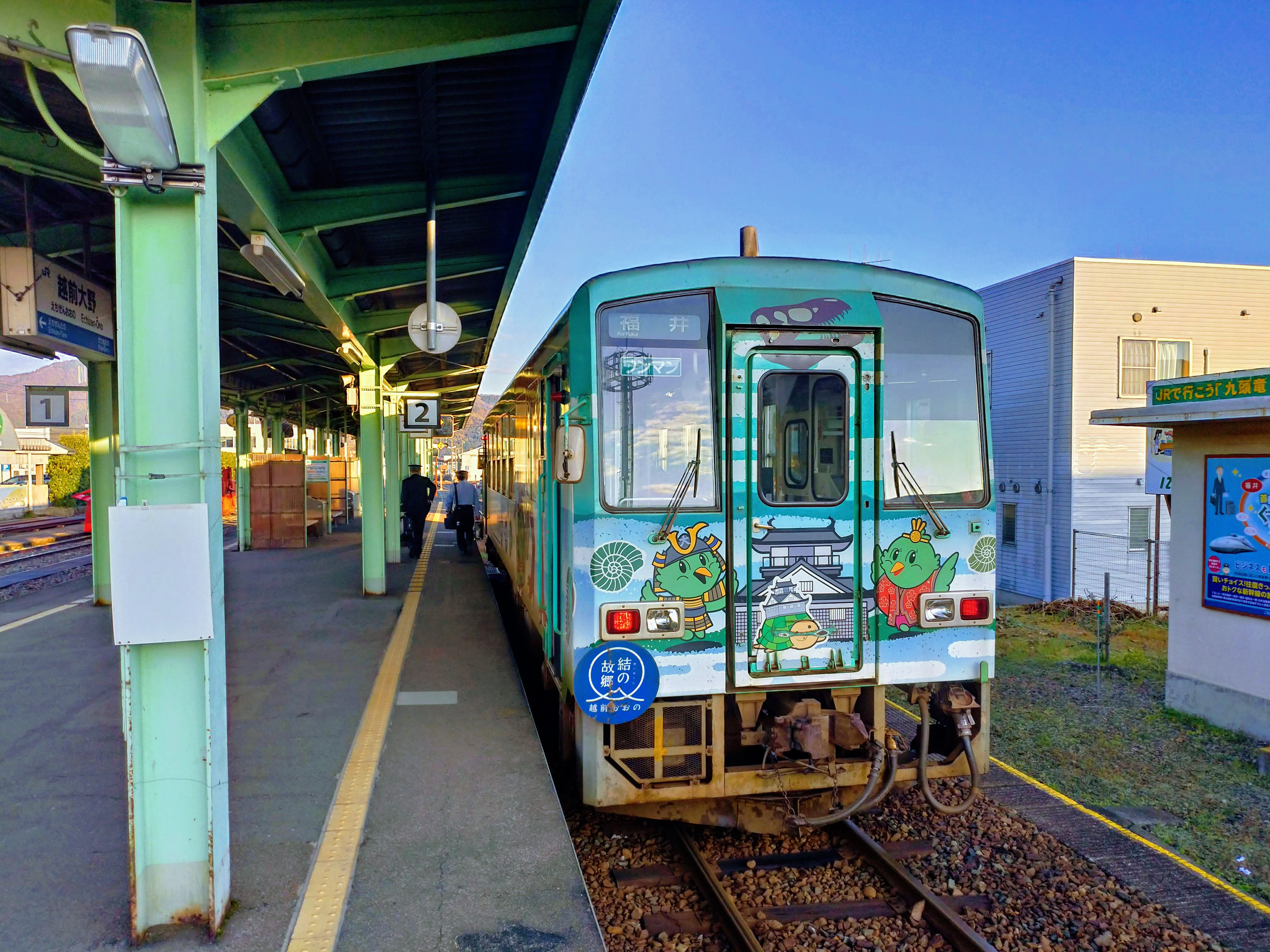
越美北線（九頭竜線）越前大野駅

福井市中心部からのアクセスはハピラインふくい線と直通運転する西日本旅客鉄道の越美北線（九頭竜線）、えちぜん鉄道勝山永平寺線の勝山駅から京福バス勝山・大野線、京福バスの大野線（花山経由と新丁経由）があるが、いずれも本数が少ない。最も本数が多いのは京福バスの大野線で標準所要時分は約1時間であるが、通勤通学のラッシュ時に渋滞でしばしば遅延が発生する（特に平日および冬季）。

### 鉄道
中心となる駅：越前大野駅

#### 鉄道路線
西日本旅客鉄道（JR西日本）
- 越美北線（九頭竜線）：牛ケ原駅 - 北大野駅 - 越前大野駅 - 越前田野駅 - 越前富田駅 - 下唯野駅 - 柿ケ島駅 - 勝原駅 - 越前下山駅 - 九頭竜湖駅

越前大野駅 - 九頭竜湖駅間は運転本数が極端に少なく、後述の大野市営バス和泉大野線が補完している。
- 都道府県庁への連絡
  - 越前大野駅から越美北線にて約55分の福井駅（福井市）下車
- 広範囲な連絡
  - 福井駅にてJR西日本の北陸新幹線と接続
  - ハピラインふくい線の敦賀駅（敦賀市）方面普通列車とは越前花堂駅（福井市）乗換
  - 九頭竜湖駅からのジェイアール東海バスの大野線は2002年（平成14年）9月30日付で廃止されていて、岐阜県側へまたぐ公共交通機関はない。

#### 廃止路線
京福電気鉄道
- 越前本線

1974年まで勝山市の勝山駅から京福大野駅（大野三番）まで線路が延びていて、その名残で越美北線（九頭竜線）北大野駅 - 越前大野駅間の一部が高架鉄道となっている。

#### 未成線
- 越美線

ジェイアール東海バスの大野線は越美線の予定区間である石徹白経由ではなく、油坂峠経由で運行されていた。

### バス等

#### 路線バス
- 京福バス
  - 福井市、勝山市とを結ぶ路線（それぞれ大野線（花山経由と新丁経由）、勝山・大野線）バスを運行。
  - 大野線（花山経由と新丁経由）、勝山・大野線は越前大野駅経由でヴィオ発着。勝山・大野線の全便、並びに大野線で平日昼間に運行する済生会病院（福井市）発着区間便の運行は大野観光自動車へ委託。
- コミュニティバス「まちなか循環バス（ゆう・ゆうバス）」
  - 越前大野駅を拠点に2ルート（北ルート、南ルート）。
  - 運行は大野観光自動車に委託。

#### 乗合タクシー
- 乗合タクシー
  - 越前大野駅を拠点に乗合タクシー4路線（大矢戸・乾側線、森目・阪谷線、友兼・蕨生線、小山・木本堀兼線）。
  - 運行は大野タクシーに委託。

#### 自家用有償旅客運送（交通空白地有償運送）
- 大野市営バス
  - 下庄線、和泉大野線、和泉乗合バスの3路線。
  - 下庄線は大野観光自動車に、和泉大野線と和泉乗合バスはいずみタクシーに委託。
  - 和泉乗合バス（デマンド型交通）を利用して県境を徒歩で移動し（冬期閉鎖）、白鳥交通石徹白線の路線バスを乗り継いで岐阜県郡上市にある長良川鉄道越美南線北濃駅や美濃白鳥駅（美濃白鳥駅バスターミナル）まで出ることが可能である。

### 道路

#### 高速道路
高速自動車国道は通っていない。福井市のE8 北陸自動車道福井IC・福井北ICまたは隣県の岐阜県郡上市のE41 東海北陸自動車道白鳥ICが最寄りとなる。
- E67 中部縦貫自動車道 - 国土交通大臣指定に基づく高規格幹線道路（一般国道の自動車専用道路）
  - 大野IC - 荒島IC - 勝原IC - 下山IC - 九頭竜IC - （この間2029年春開通予定）　- 油坂出入口

#### 国道
- 国道157号
- 国道158号
- 国道364号（市内区間全線で国道158号に重複）
- 国道418号（市内区間全線で国道157号に重複）
- 国道476号

#### 県道
主要地方道
福井県道26号大野勝山線
福井県道34号松ケ谷宝慶寺大野線
一般県道
岐阜県道・福井県道127号白山中居神社朝日線
福井県道170号五条方下荒井線
福井県道171号五条方松原出勝山線
福井県道172号皿谷大野線
福井県道173号上小池勝原線
福井県道174号上大納下山線
福井県道221号奥越高原線
福井県道230号大谷秋生大野線
福井県道240号本郷大野線

#### 道の駅
- 道の駅九頭竜
- 道の駅越前おおの荒島の郷

## 観光

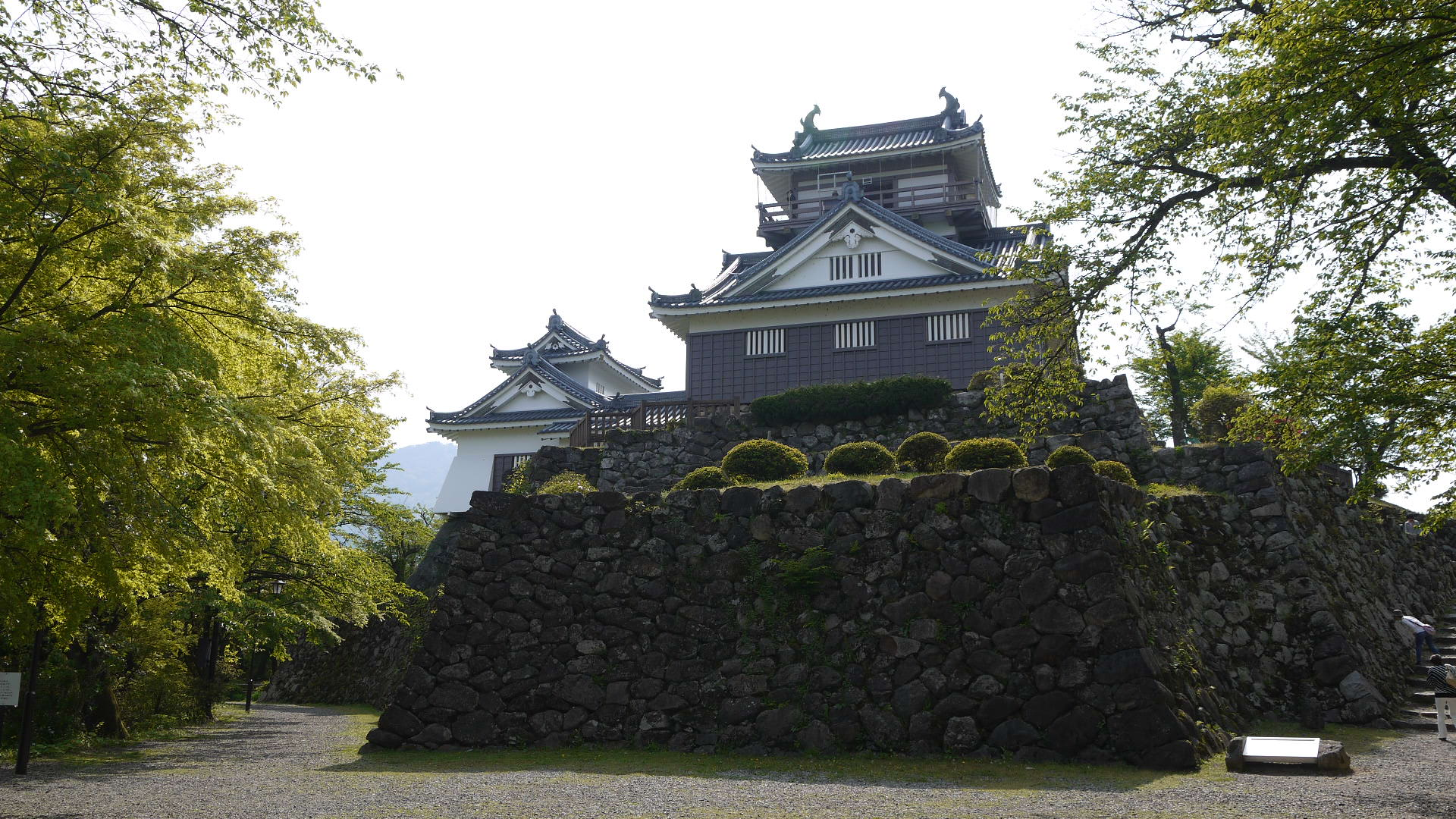
越前大野城（続日本百名城）

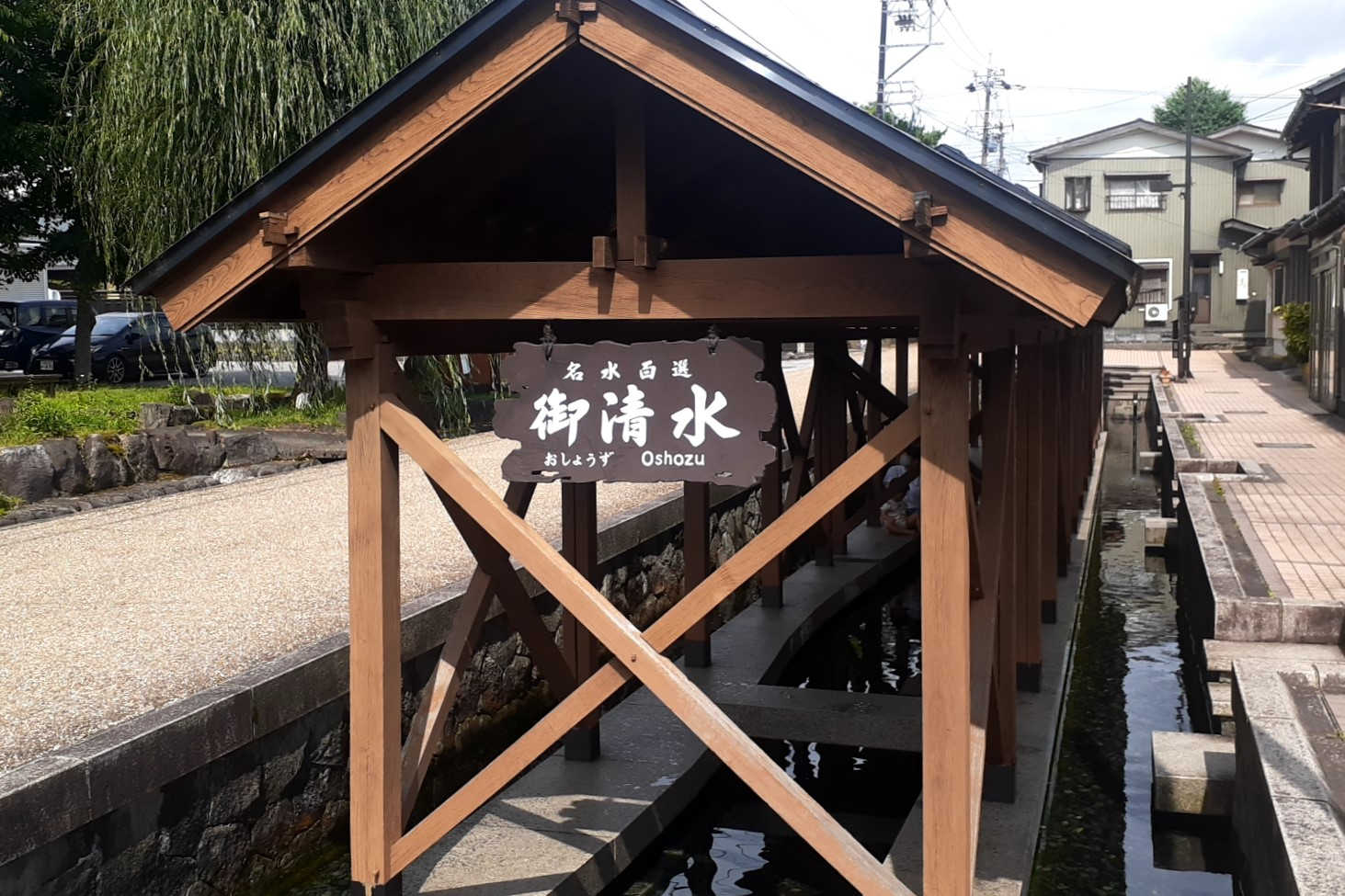
御清水

### 名所・旧跡
主な城郭・館
- 越前大野城：県指定史跡

主な神社
- 篠座神社

主な寺院
- 宝慶寺（曹洞宗の古刹）

主な遺跡
主な史跡

### 観光スポット
- 白山国立公園
- 本願清水イトヨ生息地（国天然記念物・平成の名水百選）
- 御清水（名水百選）
- 七間朝市
- 六呂師高原
- 麻那姫湖青少年旅行村

スキー場
- 福井和泉スキー場
- 九頭竜スキー場
- 大野市DAINOUスポーツランド

温泉
- 九頭竜温泉
- 鳩ヶ湯温泉

名水
- 水の郷百選：名水と朝市のまち 越前おおの

## 文化・名物

### 祭事・催事

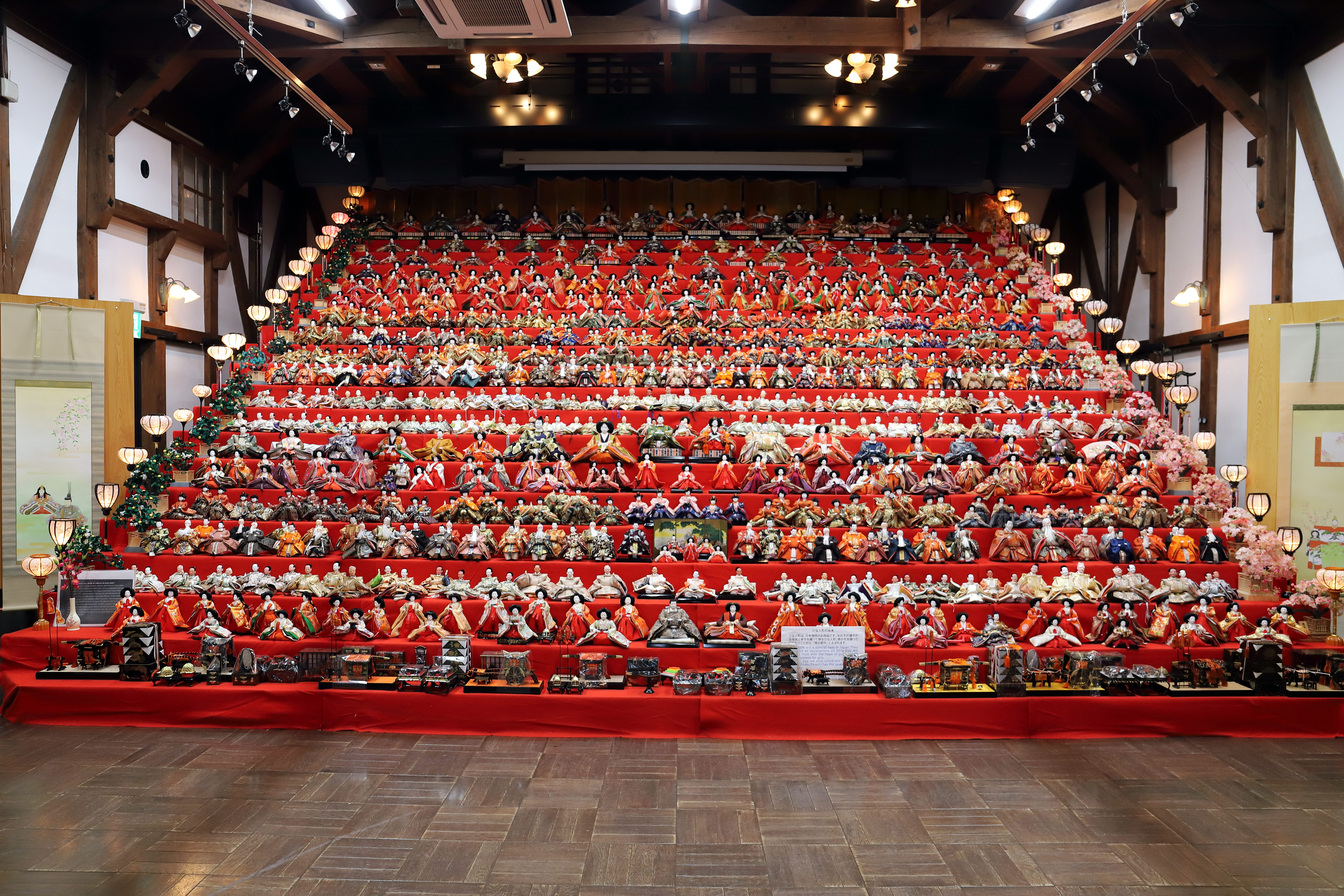
越前おおのひな祭り 20段飾りのひな人形

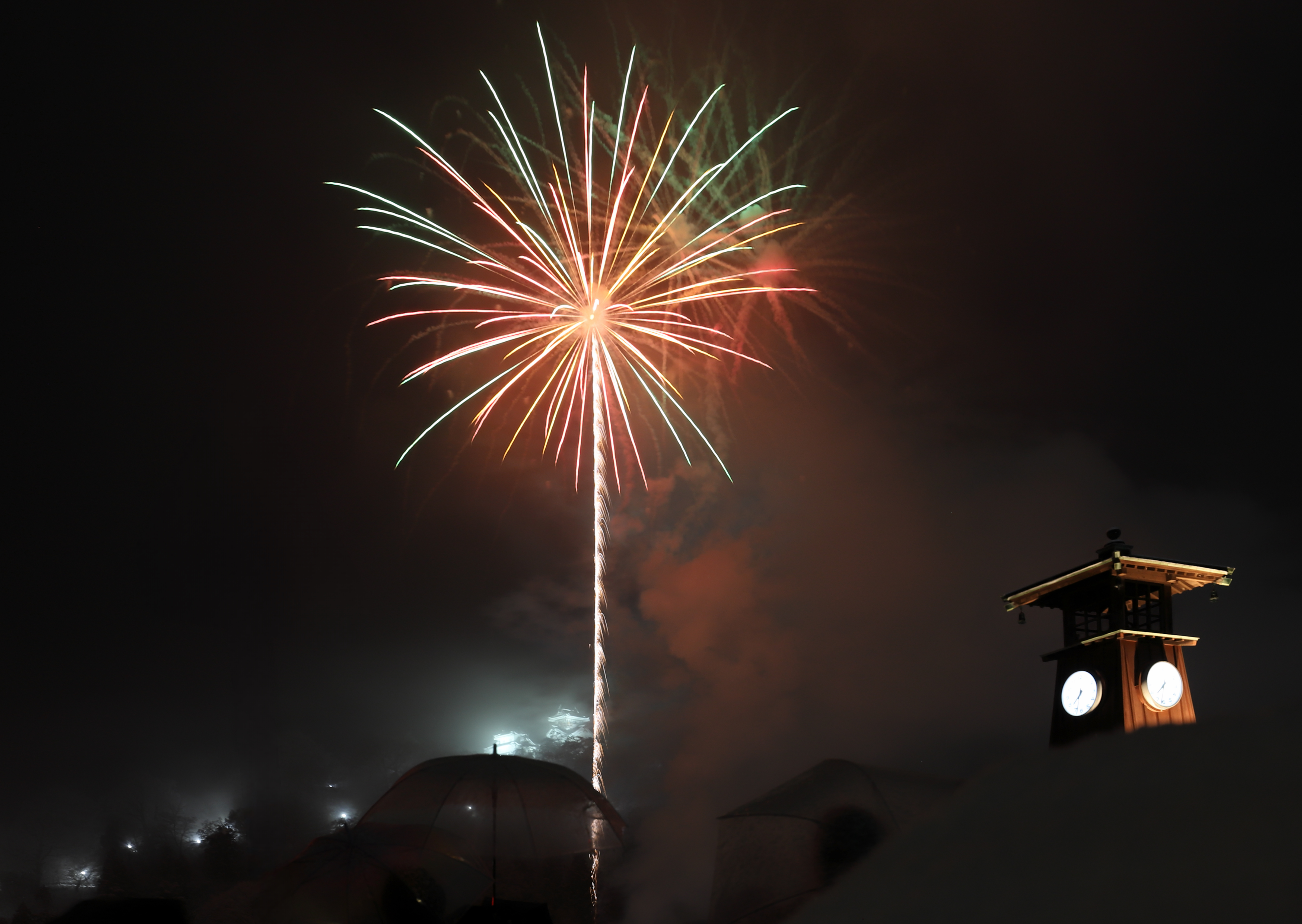
越前おおの冬物語で打ち上げられた冬花火（2023年2月4日）

- 1月中旬 - 3月中旬：越前おおのひな祭り[12]
- 2月4日 - 2月5日（2023年の場合）：越前おおの冬物語[13]

### 名産・特産
- けんけら

### スポーツ

#### サッカー
- 大野FC（福井県サッカーリーグ）

## 出身関連著名人
大野藩の人物も参照。

### 出身著名人
- 竹内均（地球物理学者、東京大学名誉教授）
- 福田一（第62代衆議院議長）
- 伊藤之雄（政治学者・歴史学者）
- 田中清一（政治家、実業家、国土開発縦貫自動車道構想）
- 天谷光治（政治家、第11代、12代、13代大野市長）
- 岡田高大（政治家、第14代、15代、16代大野市長）
- 田中雄一郎（政治家、大野市副市長）
- ダニエルよしもと（政治家、元大野市議会議員）
- 近藤金次郎（政治家、大野町会議員、福井県会議員、俳人）
- 近藤五郎(吾郎)（洋画家）
- 清水国明（タレント・あのねのね）
- 橋本真由美（ブックオフコーポレーション取締役会長、清水国明の実姉）
- 万月雅明（イオンフィナンシャルサービス取締役兼常務執行役員）
- 三嶋恒夫（ヤマダ電機代表取締役社長、大塚家具社長兼会長）
- 大徹忠晃（相撲、年寄湊川）
- 正津英志（元プロ野球選手、中日-埼玉西武）
- 山崎朋子（ノンフィクション作家）
- 禅定正世（今昔語り部）
- 井ノ部康之（小説家）
- 齊藤一郎（指揮者）
- 斉藤隆史（声優）
- 武者小路房子（青鞜社の社員、武者小路実篤の最初の夫人（後に離婚、杉山正雄と再婚。再婚時に杉山を武者小路実篤の養子とし、その後も武者小路姓を名乗る））
- 林歌子（社会事業家）
- 森永大（元北海道歌志内市市長）
- 加藤瀧二(元埼玉県川越市市長)
- 谷戸礼子（福井放送アナウンサー）
- 野村佳奈子（福井放送アナウンサー）
- 木下正道（作曲家、ミュージシャン）
- 吉田信（作曲家・歌手）
- 羽生尚代（ファゴット奏者）
- 松谷由美（京都市交響楽団第一ヴァイオリニスト）
- 長谷川満（サッカー選手・奥越FC所属）
- 松原祐善（仏教学者）
- 中村悠平（プロ野球選手・東京ヤクルトスワローズ所属）
- 中村辰哉（打撃投手・中村悠平の実弟）
- 竹下海斗（プロ野球選手・広島東洋カープ所属）
- 斎藤さと美（重量挙げ選手）：大野市生まれ京都府育ち
- 幅口絵里香（ビーチバレー選手）
- 大藤沙月（卓球選手）
- 沢井耐三（国文学者、愛知大学名誉教授）
- 脇本健弘（教育学者、横浜国立大学准教授）
- 滝波宏文（参議院議員）
- 諸口十九（俳優）
- 藤堂里香（ボートレーサー・藤堂高虎の末裔）
- 田辺容（ミュージカル俳優）
- 南弘泰（思想家）
- 西行茂（福井市長）

### ゆかりのある人物
- 斯波義種（斯波氏の有力一門大野斯波氏の祖）- 室町幕府の重臣。
- 織田秀雄（織田信雄の嫡男。織田信長の孫）- 大野宰相と称された。
- 内山七郎右衛門（幕末の大野藩士）- 大野屋をつくり、財政を建て直した。
- 内山隆佐（幕末の大野藩士）- 弟とともに藩政改革につとめる。北海道・樺太を開拓した。
- 土井利忠（幕末の大野藩主）- 藩の改革に取り組んだ。
- 金森長近（戦国時代から江戸時代初期にかけての武将、大名）- 織田信長の命により、原政茂とともに大野郡の一向一揆を収束させ、4年の歳月をかけて大野城を築城させた。
- 武者小路実篤（小説家）- 妻の房子（旧姓：竹尾）が上庄村（大野市）出身。
- 鮎川信夫（詩人）- 1945年8月、大野郡石徹白村で終戦を迎えた。
- 山崎朋子（ノンフィクション作家）- 13歳の頃、母親の郷里である下庄村に疎開し育つ。
- 禅定佳隆（常翔学園音楽教諭、作曲家）- 母親が大野市出身。
- 江川卓（昭和時代のプロ野球選手）- 母の出生地が大野市（旧大野郡西谷村）[14]。
- 杉本達治（政治家、総務官僚、福井県知事）- 祖父が大野市（旧大野郡西谷村）出身。
- 石山志保（政治家、第17代大野市長を歴任）
- 近藤由太郎（政治家、大野町長）

## 大野市を舞台とした作品

### 小説
- 『そろばん武士道』（大島昌宏作）：実話を元に、幕末、大野藩を立て直す武士の話。